# Ibrāhīm ibn al-Walīd
Ibrāhīm ibn al-Walīd (arabisch ابراهيم بن الوليد; gest. 25. Januar 750) war der dreizehnte Kalif der Umayyaden (744).
Ibrahim ibn al-Walid ibn Abd al-Malik wurde nach dem Sturz seines Vetters al-Walid II. (744) von seinem Bruder Yazid III. zum Nachfolger ernannt, als dieser schon nach kurzer Regentschaft starb.
Er wurde allerdings nur im nördlichen Syrien anerkannt. Vor allem der Umayyade Marwan II. trat als Rächer des getöteten al-Walid auf. Als Statthalter von Armenien und Mesopotamien rückte er in Syrien ein und besiegte Ibrahims Truppen. Dieser leistete ihm nach dem Bericht al-Yaʿqūbīs am 26. November 744 in Damaskus den Treueid. Ibrāhīm verbrachte die folgenden Jahre am Hof Marwāns und fiel am Tag der Schlacht am Zab zusammen mit anderen Angehörigen der Umayyadenfamilie.